# Endothenia apotomisana
Endothenia apotomisana es una especie de polilla del género Endothenia, categorizada en la tribu Olethreutini, de la subfamilia Olethreutinae.

## Distribución
Se distribuye por Grecia.

## Taxonomía
Fue descrita por Trematerra & Colacci en 2016 y publicada en (Endothenia), Redia 99: 71.